# 890

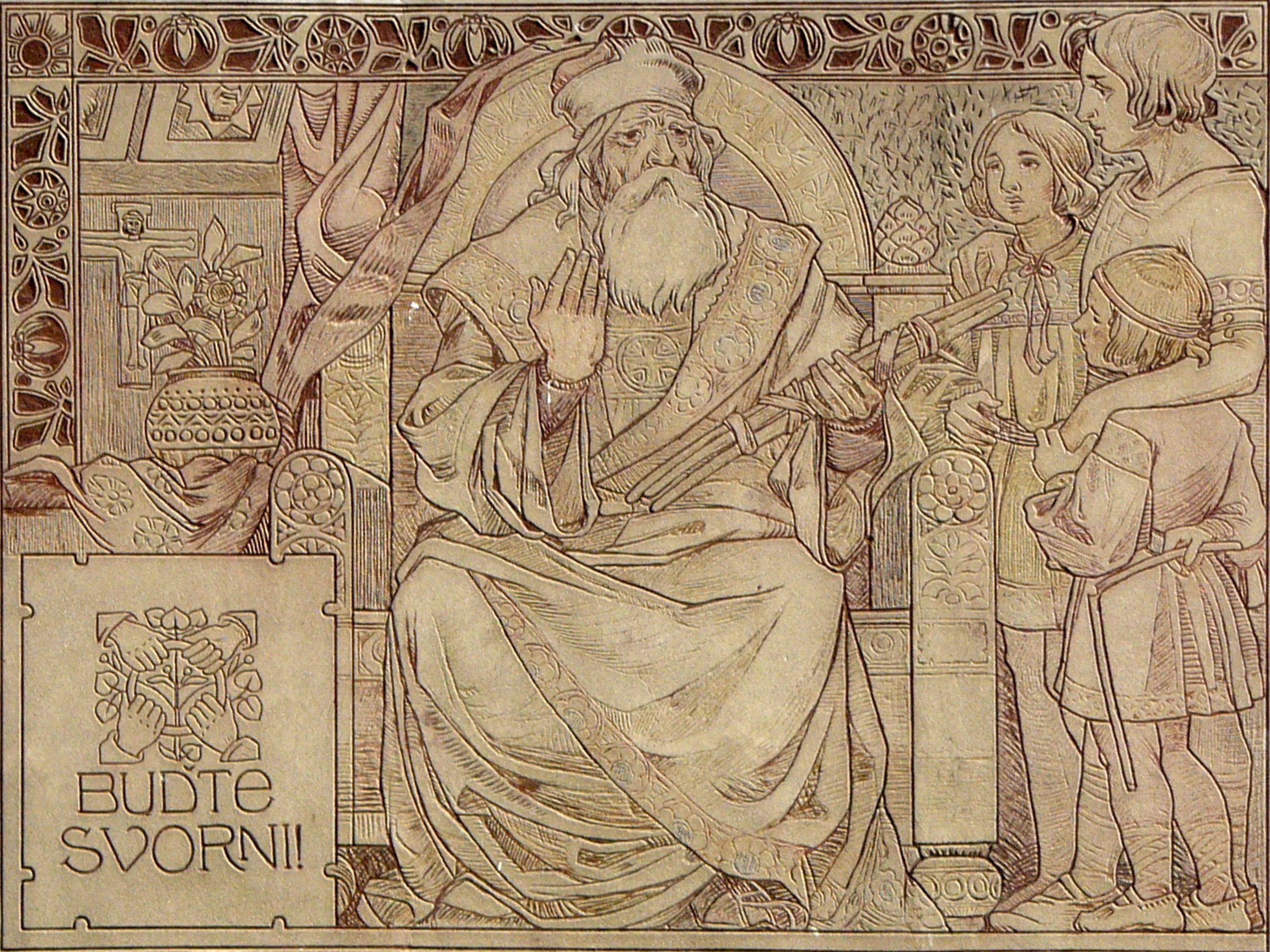
Svatopluk I ("de Grote") en zijn drie zonen.

Het jaar 890 is het 90e jaar in de 9e eeuw volgens de christelijke jaartelling.

## Gebeurtenissen

### Europa
- Zomer - Svatopluk I ("de Grote"), heerser (knjaz) van Moravië, maakt gebruik van de tweespalt tussen het Oost-Frankische Rijk en de Kerkelijke Staat. Hij wordt als alleenheerser erkend door Bohemen (huidige Tsjechië) en lijft Lausitz (een regio tussen de rivieren Bóbr en Elbe) in bij het Groot-Moravische Rijk.
- Ottar, een Vikingkoopman uit Hålogaland (huidige Noorwegen), vaart met zijn schip noordwaarts om te zien hoe ver het land zich uitstrekt. Hij rond de Noordkaap, zeilt de Witte Zee in en bereikt de Noordelijke Dvina.
- 5 augustus - Ranulf II, hertog van Aquitanië, overlijdt na vergiftiging (volgens bronnen in opdracht van koning Odo I). Hij wordt opgevolgd door zijn bastaard zoon Ebalus.
- De stad Bayeux in Normandië wordt door Noormannen verwoest.
- De Vikingen worden door Frankische troepen onder leiding van Boudewijn II uit Vlaanderen verdreven. Hij laat versterkingen bouwen in Ieper, Kortrijk, Brugge en Gent.
- De Frankische edelen in Valence roepen Lodewijk de Blinde (een zoon van Boso van Provence) uit tot koning van Provence.[1]
- Eerste schriftelijke vermelding van Bochum (huidige Duitsland).

## Geboren
- Ashot II Bagratuni, koning van Armenië (overleden 928)
- Berthold I, hertog van Beieren (waarschijnlijke datum)
- Kunigunde, Frankisch edelvrouw (waarschijnlijke datum)
- Reinier II, Frankisch edelman (waarschijnlijke datum)
- Rudolf, Frankisch koning (waarschijnlijke datum)
- Rudolf II, koning van Bourgondië (waarschijnlijke datum)
- Ulrich, bisschop van Augsburg (overleden 973)
- Zaharija Prvoslavljević, Servisch prins (overleden 924)

## Overleden
- 5 augustus - Ranulf II, hertog van Aquitanië
- Adalhard van Parijs, Frankisch edelman
- Ashot I Bagratuni, koning van Armenië
- Guthrum, Viking koning van Deens Engeland